# Ostrolovský Újezd
Ostrolovský Újezd (do roku 1948 Újezd Ostrolov, německy Aujezt Ostrolow) je obec ležící v okrese České Budějovice v Jihočeském kraji. Žije zde 182 obyvatel.

## Historie

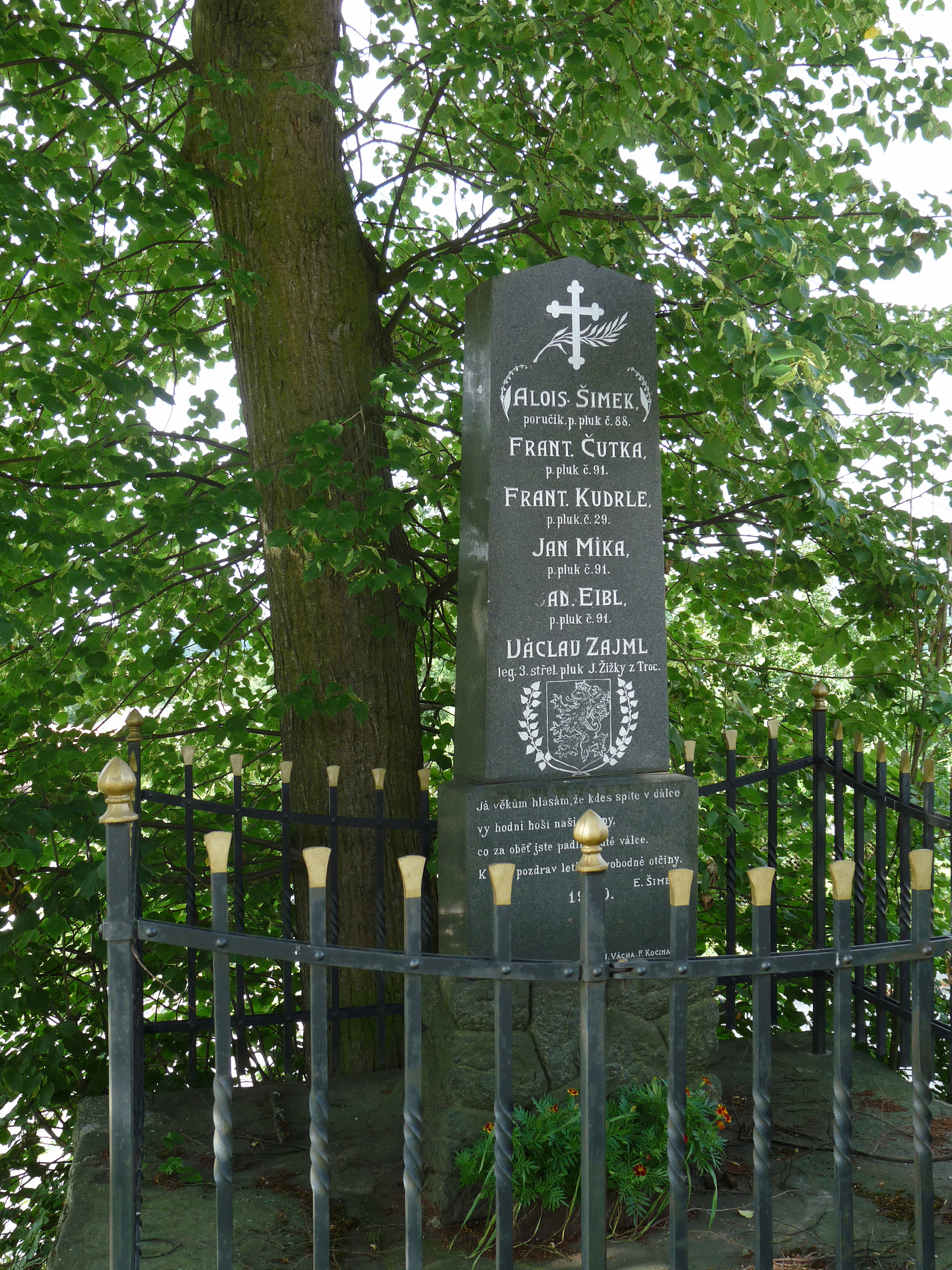
Pomník místním obětem první světové války

V roce 1381 se zde připomíná Mikšík z Újezdce, po jehož smrti se jeho bratr domáhal dědictví. Zda později Petr z Újezdce (1424) a Diviš z Újezdce (1440) byli majiteli Újezdce, nelze bezpečně dokázat. Na konci 15. století se Újezdec stal součástí sousedního statku Dvorec (u Borovan), který tehdy patřil Oldřichovi z Dvorce. Jeho nástupce Adam Rouzim ze Bzí pak prodal roku 1534 statek Petru z Rožmberka. V kupní smlouvě se zdejší hrad uvádí jako pustý. Rožmberkové prodali panství pánům Kořenským z Terešova a na Komářicích. Václav Kořenský byl věrným druhem Voka z Rožmberka. Kryštof Kořenský nechal ve vesnici postavit renesanční tvrz. V roce 1692 se dostalo panství Ostrolov Újezdský za 82 tisíc zlatých[zdroj?] do majetku města České Budějovice, ve kterém zůstalo až do 20. století.

## Obyvatelstvo
|           | 1869 | 1880 | 1890 | 1900 | 1910 | 1921 | 1930 | 1950 | 1961 | 1970 | 1980 | 1991 | 2001 | 2011 | 2021 |
| --------- | ---- | ---- | ---- | ---- | ---- | ---- | ---- | ---- | ---- | ---- | ---- | ---- | ---- | ---- | ---- |
| Obyvatelé | 236  | 246  | 255  | 232  | 254  | 217  | 196  | 162  | 184  | 146  | 102  | 93   | 109  | 163  | 175  |
| Domy      | 35   | 36   | 39   | 38   | 39   | 39   | 45   | 50   | 47   | 44   | 39   | 47   | 58   | 72   | 80   |

## Obecní správa
Mezi lety 1850–1960 Ostrolovský Újezd byl obcí v okrese Budějovice (1869–1910), poté v okrese České Budějovice (1921–1930) a později v okrese Trhové Sviny. Od 12. června 1960 do 30. června 1975 patřil jako část obce Veselka v okrese České Budějovice. Od 1. července 1975 do 23. listopadu 1990 patřil jako část města k Borovanům a od 24. listopadu 1990 je opět samostatnou obcí. V letech 1850–1913 k obci patřil i Rankov a v letech 1850–1935 také Jedovary a Veselka.

### Starostové
- 2006–2014 Václav Němec
- od 2014 Vít Zuzák

## Pamětihodnosti
- V obci stojí nově zrekonstruovaný zámek ve vlastnictví soukromého majitele. Zámek patřil Kořenským z Terešova, kteří jej v roce 1692 prodali městu České Budějovice. Jeho správou pak byl pověřen urozený pán Matthias Hieronymus Vanke, který tuto funkci vykonával do roku 1697.
- Jižně od obce se nad soutokem Stropnice a Vrážského potoka nachází pozůstatky středověkého hradu Ostrolovský Újezd.
- Kaple datovaná do roku 1889 u silnice poblíž zámku
- Kašna
- Dva mohylníky
- Smírčí kříž Šimona Nitzky
- Vojířovická lípa vysazená v centru obce 28. září 2006 tehdejším hejtmanem Janem Zahradníkem v rámci slavnosti svěcení zvonu a místní kaple.
- V obci se nachází řada křížků: u domů čp. 20, 21, 29, 32 a další na rozcestí polních cest, z nichž jedna vede směrem na sever k Památníku Jana Žižky.
- Při silnici na Borovany stojí výklenková kaplička.
- Necelý jeden kilometr severozápadně od obce se nachází přírodní památka Ostrolovský Újezd vyhlášená na ochranu výskytu bledule jarní.

## Galerie

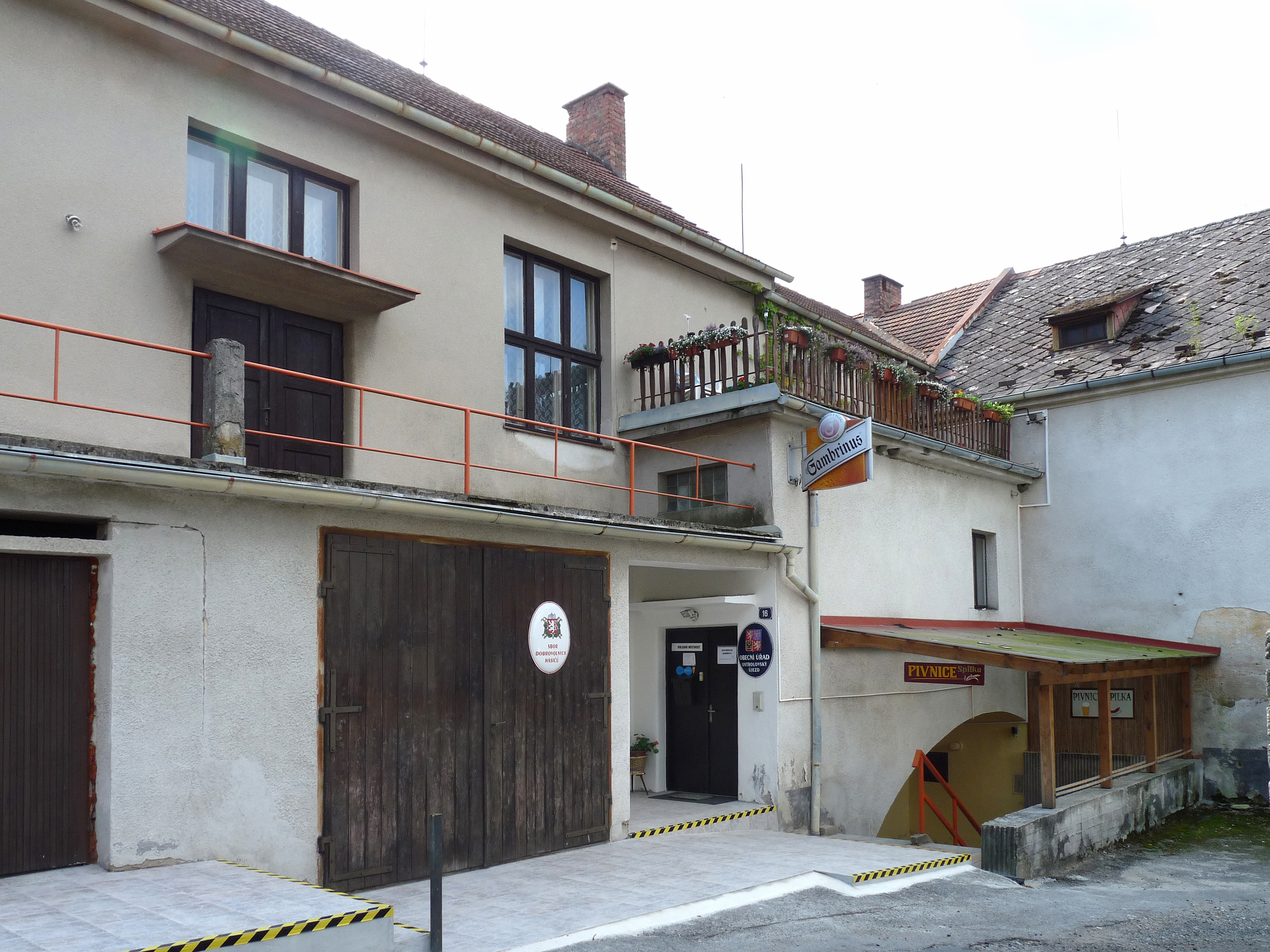
Obecní úřad
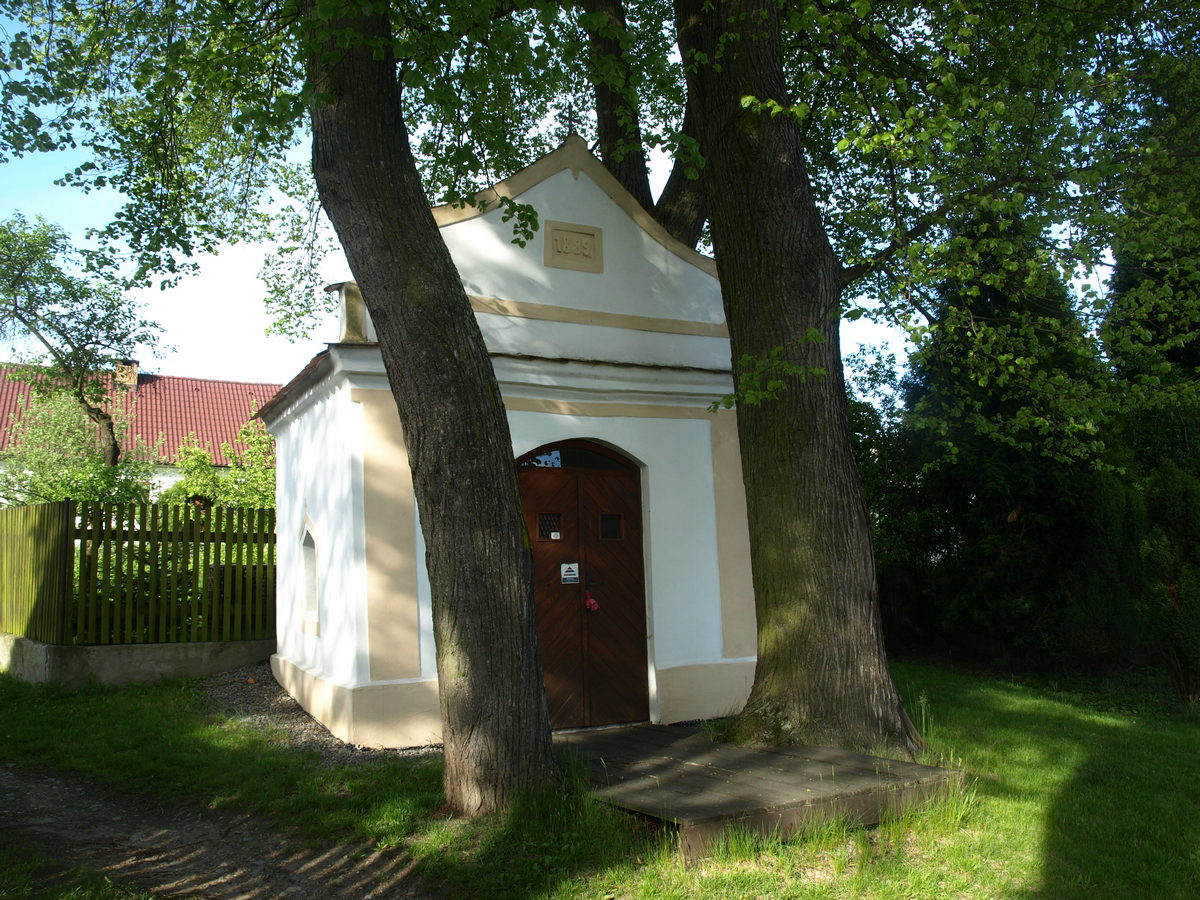
Kaple s datací 1889
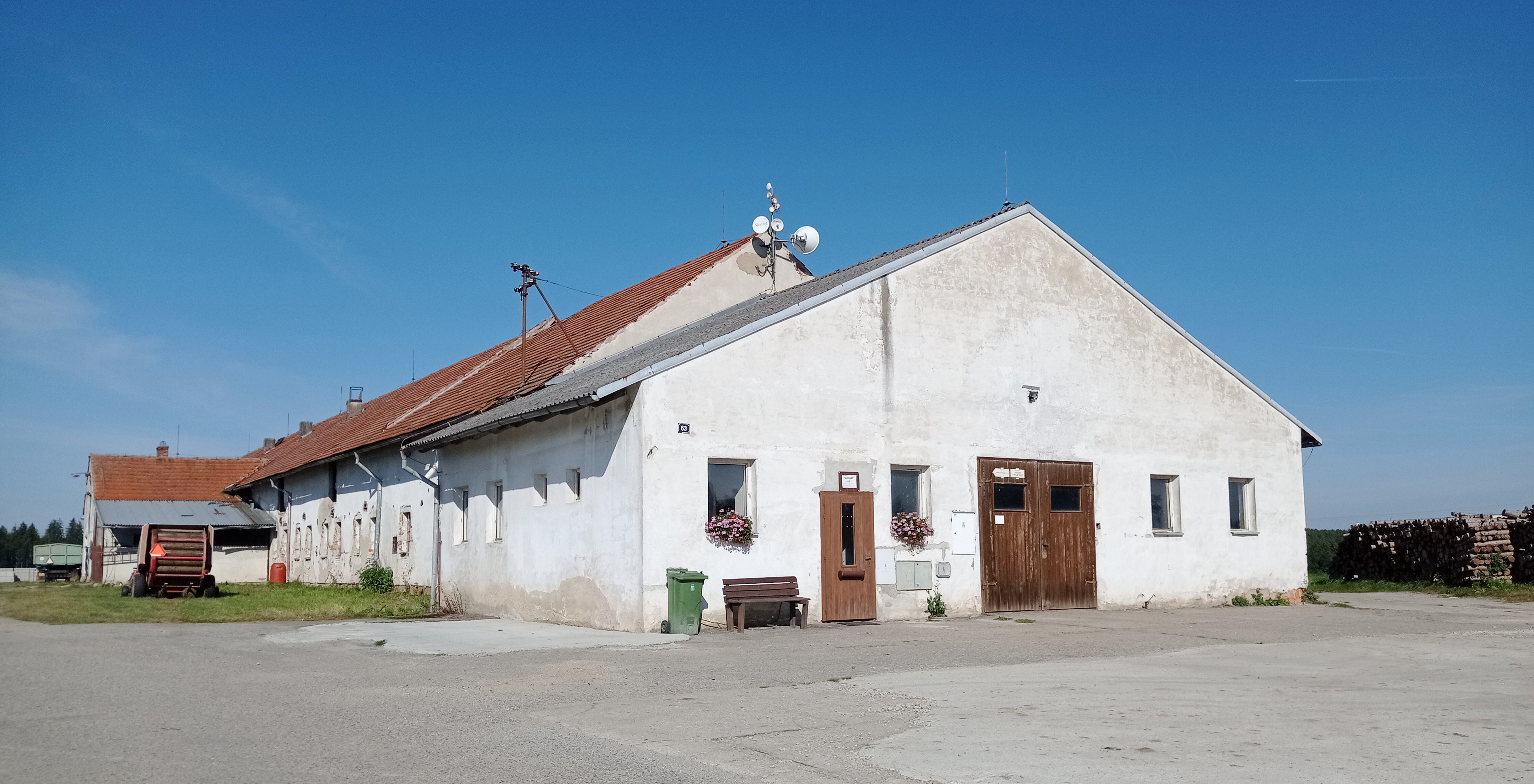
Zemědělské družstvo
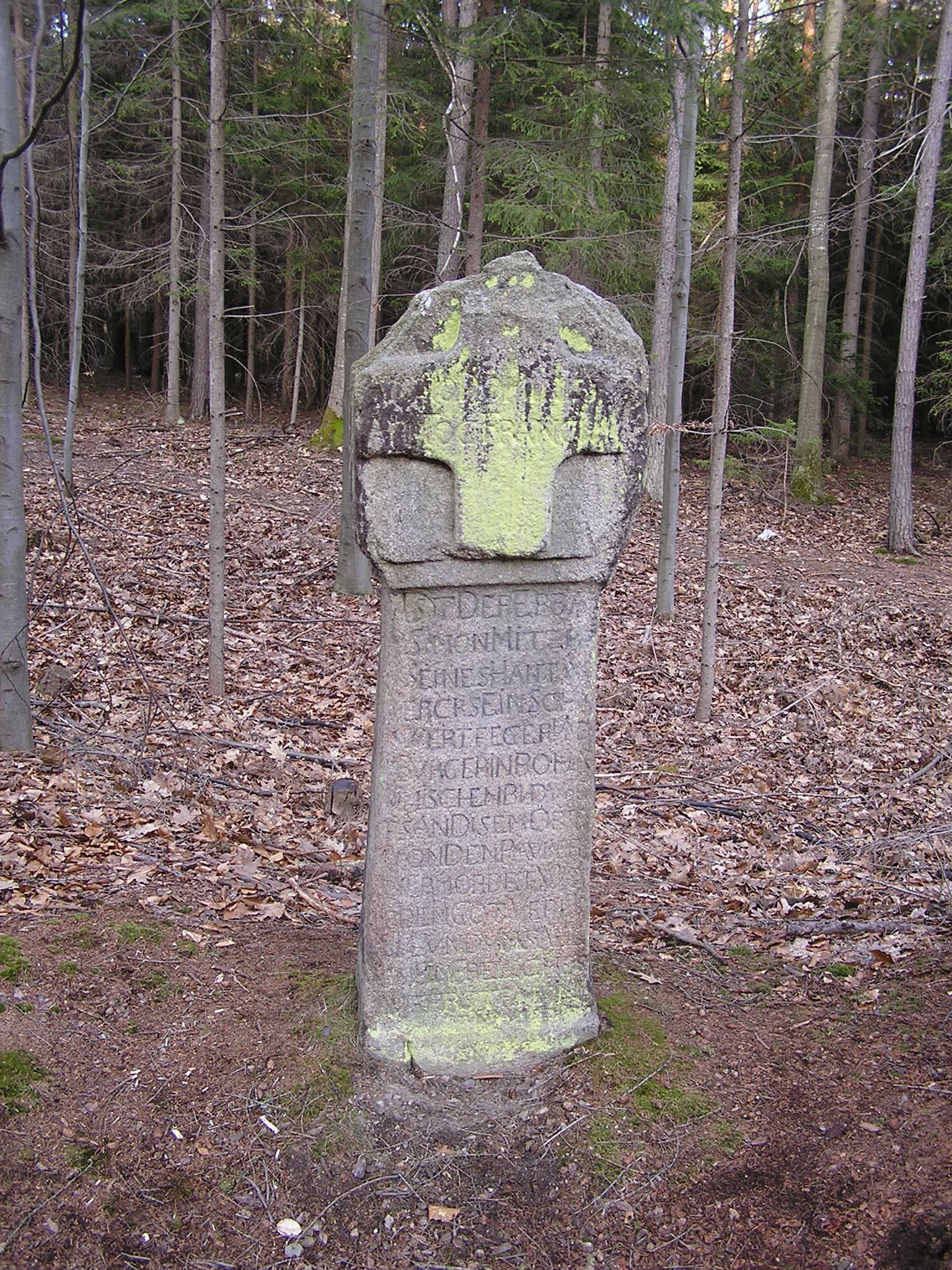
Smírčí kříž
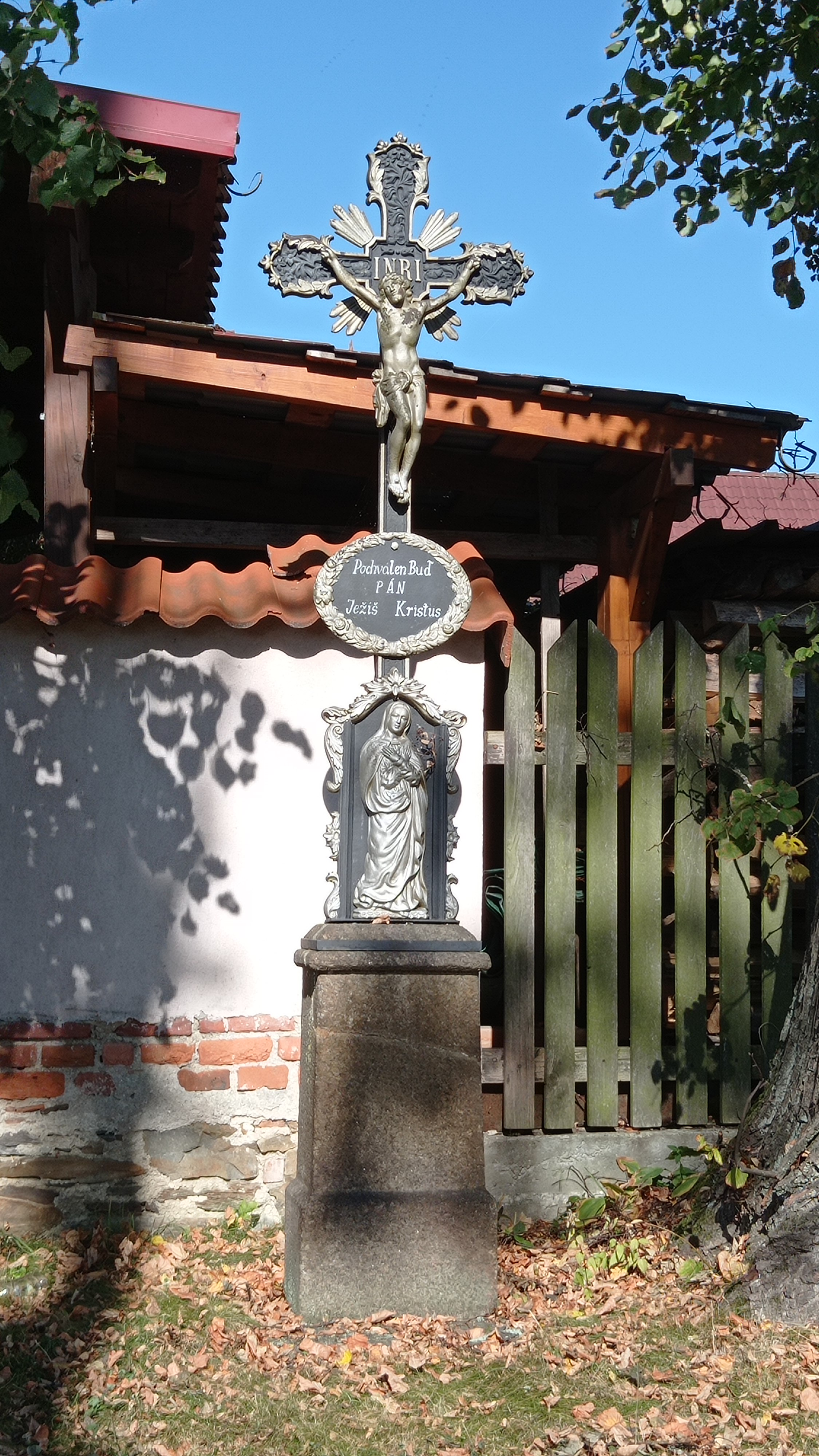
Křížek u čp. 29
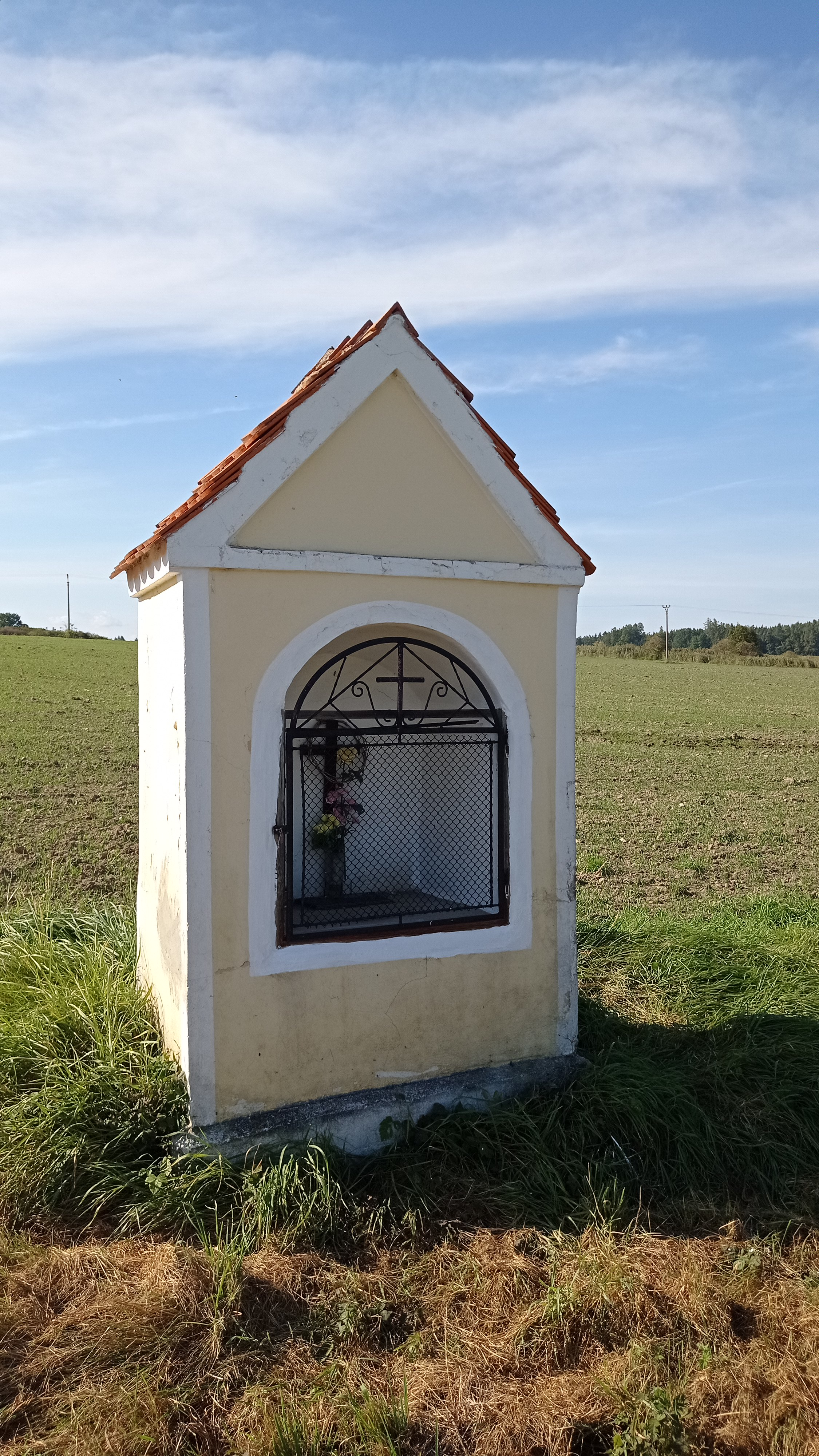
Kaplička u silnice na Borovany
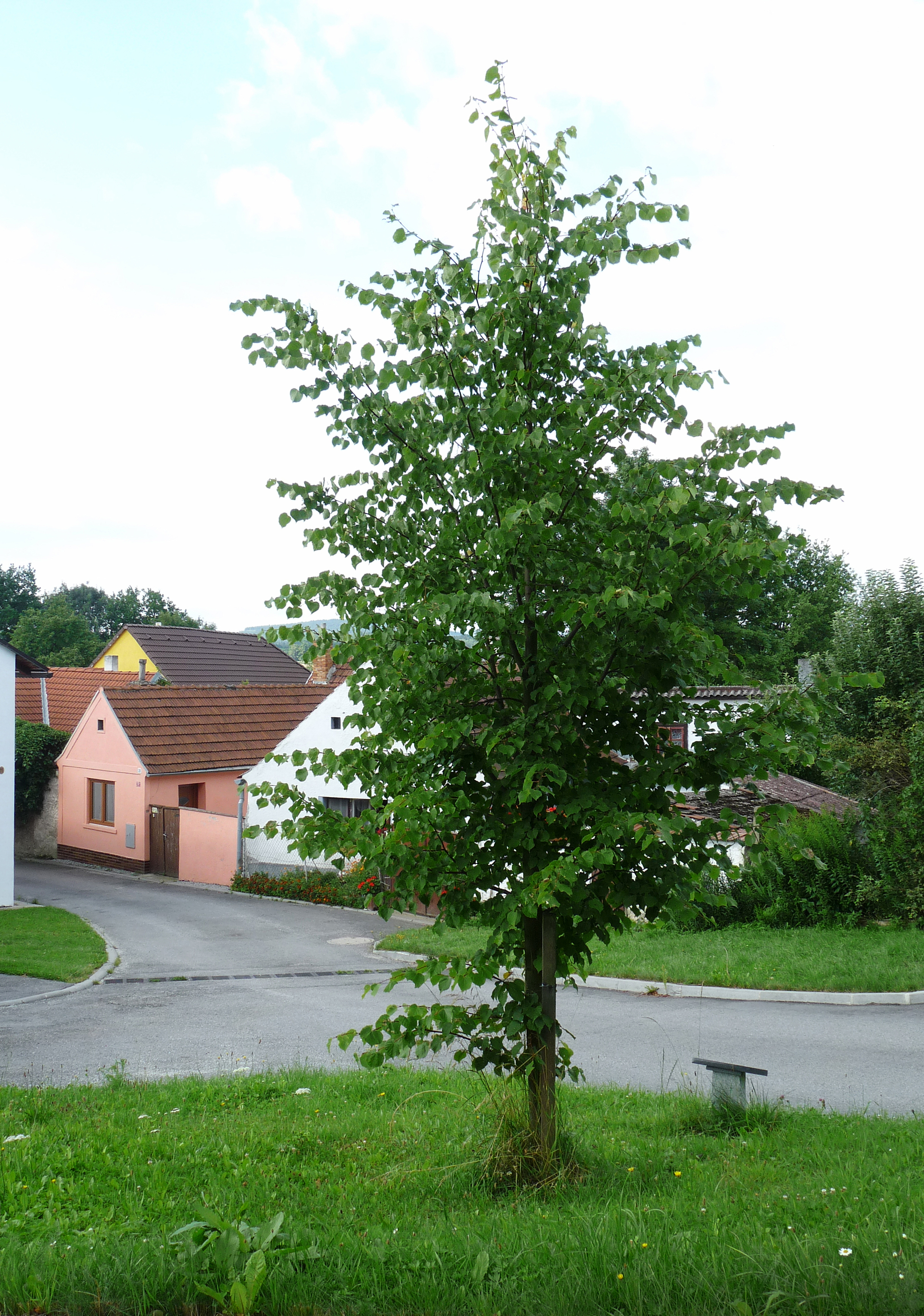
Vojířovická lípa v r. 2011

## Slavní rodáci
- Quirin Mickl (1709-1767), opat vyšebrodský